# Deudorix sequeira
Deudorix sequeira är en fjärilsart som beskrevs av William Lucas Distant 1885. Deudorix sequeira ingår i släktet Deudorix och familjen juvelvingar. Inga underarter finns listade i Catalogue of Life.